# Stevensons River
Stevensons River är ett vattendrag i Australien. Det ligger i delstaten Victoria, omkring 77 kilometer nordost om delstatshuvudstaden Melbourne.
I omgivningarna runt Stevensons River växer i huvudsak städsegrön lövskog. Runt Stevensons River är det mycket glesbefolkat, med 3 invånare per kvadratkilometer. Genomsnittlig årsnederbörd är 1 356 millimeter. Den regnigaste månaden är juli, med i genomsnitt 153 mm nederbörd, och den torraste är januari, med 55 mm nederbörd.